# Walkman

Walkman的商标

Walkman是日本索尼公司（Sony）在1979年所推出的一個隨身聽品牌。

## 歷史

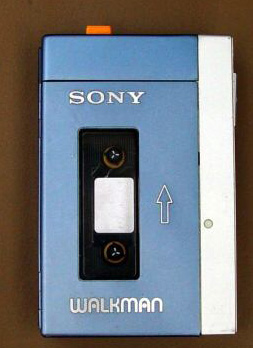
第一代的Walkman“TPS-L2”（後期版本）

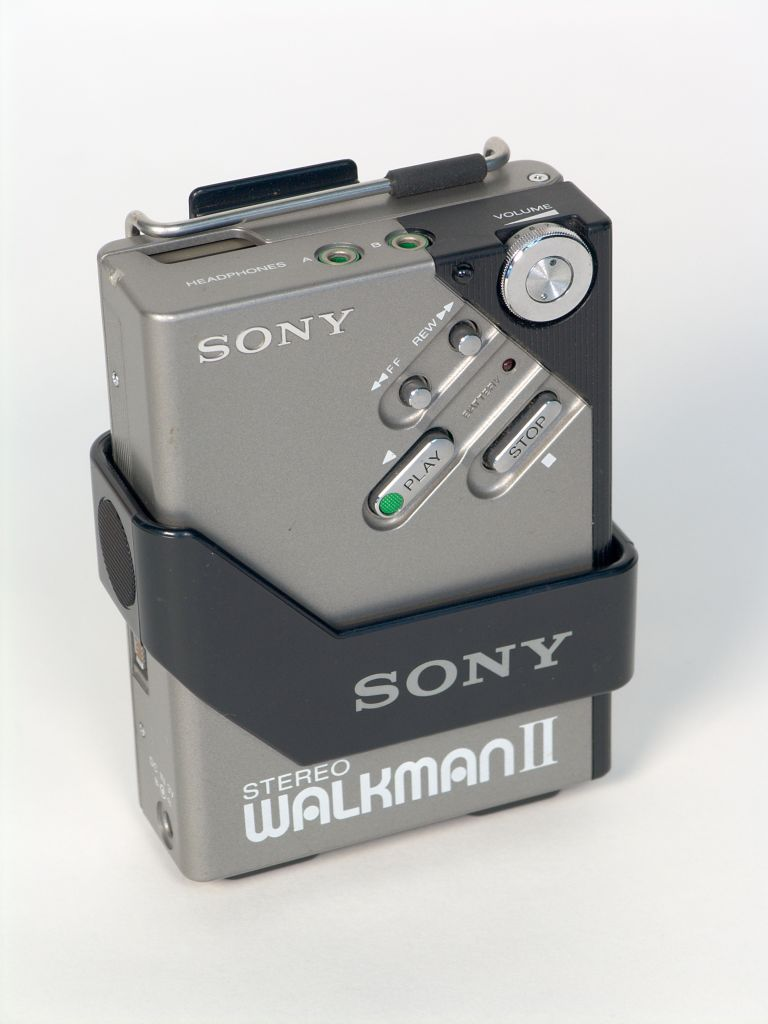
Walkman II

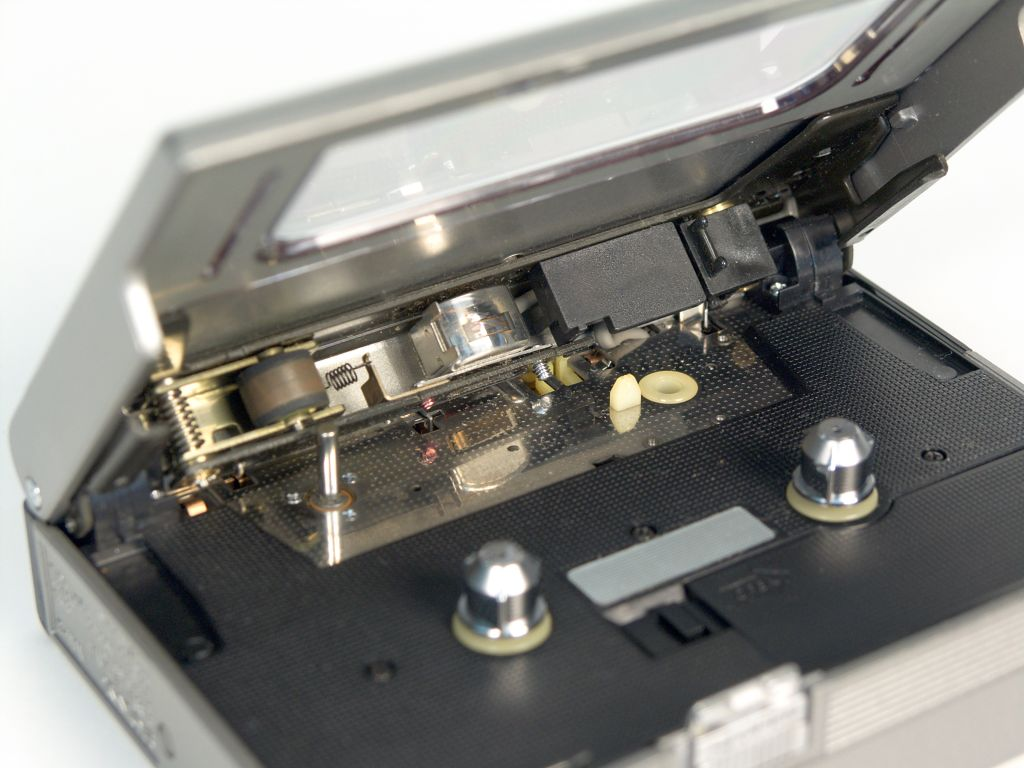
Interior of a Walkman II

1979年3月，在井深大的要求下，音響部門以記者用的小型錄音機「新聞人」（Pressman）修改成體積更小的錄音機，在得到許多人讚美良好的音質評價後，在盛田昭夫的主導下，新力在1979年7月開始，推出了Walkman（隨身聽），盛田昭夫將Walkman定位在青少年市場，並且強調年輕活力與時尚，並創造了耳機文化，1980年2月開始在全世界開始做銷售，並在1980年11月開始全球統一使用“Walkman”這個不標準的日式英文為品牌，直到1998年為止，“Walkman”已經在全球銷售突破2億5000萬部。盛田昭夫在1992年10月受封英國爵士後，英國媒體的標題是《起身，索尼隨身聽爵士》。
1991年開始，Walkman開始推出MiniDisc系統，並繼續在全球處於第一名的地位。2000年開始，MP3音樂格式逐漸盛行，低價競爭者陸續推出採用快取記憶體可支援MP3的隨身碟，使MP3從個人電腦漸漸轉移到隨身聽市場，Walkman採用全新的商標，象徵網路世代的互聯，並推出線上音樂下載服務「PlanetMG」。但音樂過少及必須使用“ATRAC3”格式，市場接受度始終低落。因此2000年，索尼推出支援MP3以及可連結電腦同步的Net MD系列。2001年後，蘋果電腦採用以1.8吋硬碟的高容量iPod並且搭配「iTunes」線上音樂商店服務，在美國及全世界推出，在2年內立即在全球隨身聽市場造成轟動，2004年7月索尼再推出高達1GB容量的「Hi-MD」，但由于推出時間點過晚，而且Walkman堅守自家之ATRAC3檔案格式，使Walkman逐漸下滑市場佔有率，造成蘋果電腦的iPod數位隨身聽在全球熱賣取代了Walkman地位。
2004年開始，為了搶回過去隨身聽的地位，在美國推出「Sony Connect」線上音樂、日本則以“日本索尼音樂”聯合其他音樂唱片公司投資Mora線上音樂網站，並推出以快取記憶體、硬碟式的「Net Walkman」系列。2005年第2季開始，子公司索尼愛立信推出「Walkman」聯名品牌的音樂手機，並與索尼博德曼音樂合作推出「PlayNow」服務，成功整合索尼集團的電子、娛樂事業資源，並於全球熱賣，奠定索尼愛立信的Walkman聯名品牌在音樂手機成為領導品牌。
2007年第四季，索尼公司宣布海外市場的「Net Walkman」系列將不再透過「SonicStage」軟體作同步，美國「Sony Connect」線上音樂商店關閉，並在美國推出「crackle」爆裂網站、日本「eyevio」線上影像網站，新型「Net Walkman」系列整合照片、影像功能，成為全方位多媒體個人隨身聽。
2010年10月22日，索尼公司宣布，由於錄音帶隨身聽 Walkman 銷售凝滯低迷，已正式決定停止生產。日本最後一批錄音帶隨身聽 Walkman 的出廠日期是在 4 月，此批產品銷售完畢後，錄音帶隨身聽 Walkman 的歷史也將就此劃下句點，但以 Walkman 品牌出品的收音機和 MP3 隨身聽仍然維持發售。
2011年，宣佈推出首部搭載Android系統的NWZ-Z1000。
2013年，推出新一代NWZ-F880系列以及35周年纪念机型NWZ-ZX1。并同时推出Hi-Res认证。经过认证的产品能够支持高达24bit/192 kHz的音频文件，远远超越CD（16bit/44.1 kHz）的音质。

## 特色
- ATRAC（Atrac, Atrac3, Atrac3plus and Atrac Advanced Lossless）：Sony號稱音質比MP3還要好的壓縮檔案格式。
- SonicStage：音樂檔案管理及轉換音樂檔案格式之軟件。
- Connect Player：音樂檔案管理及轉換音樂檔案之軟件，原本是想取代SonicStage的，但因程式本身有很多漏洞，後被SonicStage CP取代。
- Sony Disc2Phone：為Sony Ericsson手機設計的一款音樂管理軟件。
- Sony Ericsson Media Manager：Disc2Phone的升級版，加設SensMe音樂分析等功能，但軟件會導致存放在「我的音樂」內的部份檔案的IDE標纖出現亂碼。
- Clear Bass：加重bass低音的效果，让bass低音能够更特出，也能调效果重量。
- DSEE（Sound enhance）：修复因压缩而遗失的高频声音。以音乐播放器中音质最好着称，受音质要求者支持和喜爱。DSEE HX可将现有的CD音源或压缩音源升级为更高分辨率的音源，最高可升级至192kHz/24bit。
- Media Go：由Sony Creative Software开发的媒体管理软件。可以查找、组织和优化音乐、电影、电视节目、Podcast、游戏、照片等内容。支持的便携设备包括PSP系统、WALKMAN、Sony Tablet、Xperia Tablet、Xperia 智能手机和其他移动电话。

## 產品

### CD Walkman系列
- 支援ATRAC3、ATRAC3plus、MP3
  - 2003年 D-NE1、D-NE9
  - 2004年 D-NE10、D-NE900、D-NE800、D-NE20、D-NE920、D-NE820
  - 2005年 D-NE720、D-NE830

### MD Walkman 系列
- 支援MDLP
  - 2000年 MZ-E500、MZ-E700、MZ-E900、MZ-R900
  - 2001年 MZ-E909、MZ-R909
  - 2002年 MZ-E10

- Net-MD
  - 2001年 MZ-N1
  - 2002年 MZ-N10
  - 2003年 MZ-N910

- Hi-MD
  - 2004年 MZ-NH1、MZ-NH3D、MZ-EH1
  - 2005年 MZ-DH10P、MZ-RH910、MZ-RH10
  - 2006年 MZ-RH1

### Network Walkman 系列
- NW-E50、E70、E90

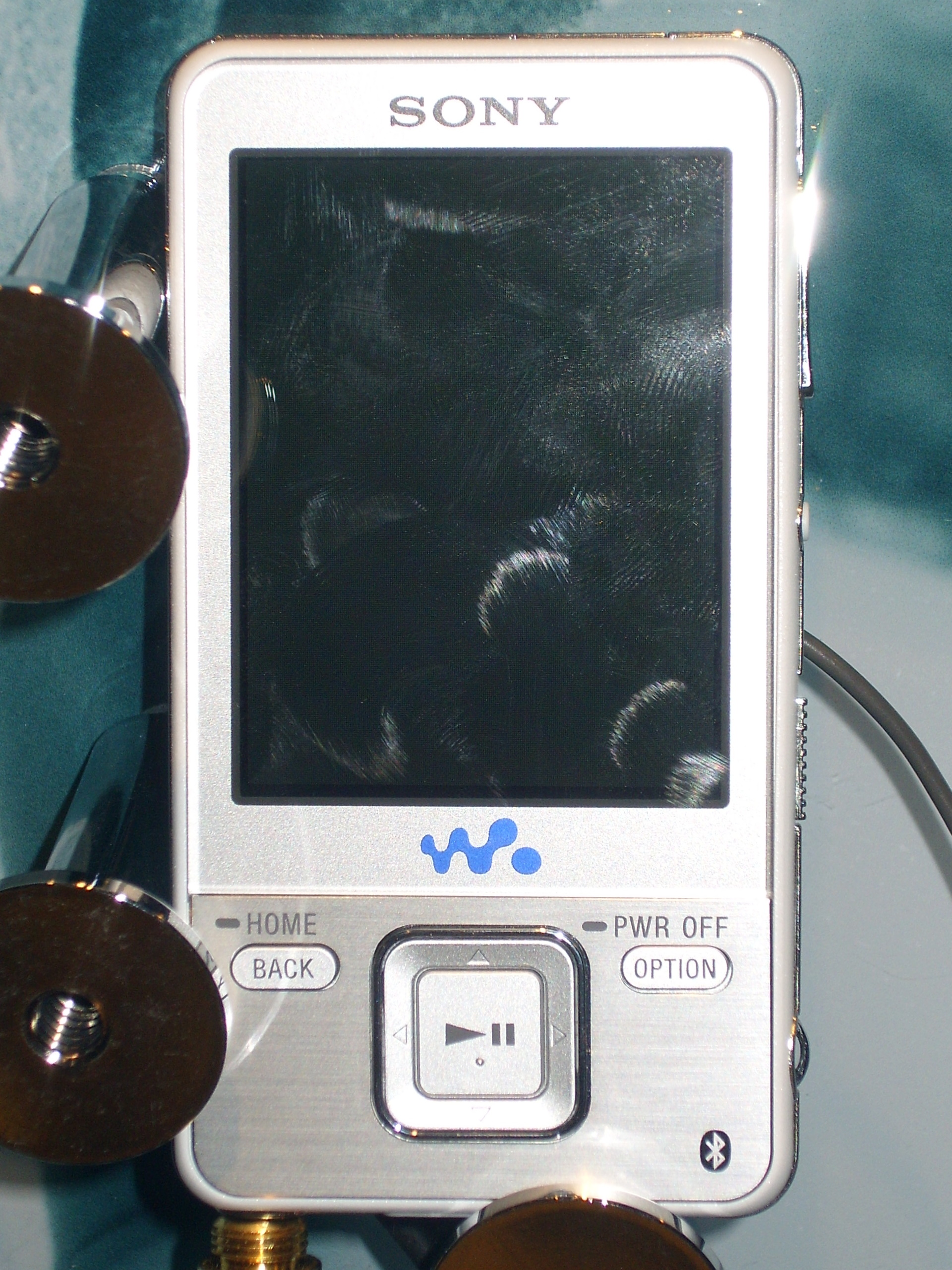
NWZ-A820

- NW-400系列：E405、E407、E474
- NW-500系列：E505、E507、E575
- NW-E00系列：E003(1GB)、NW-E005(2GB)
- NW-E010系列：E013(1GB)、E015(2GB)、E016(4GB)
- NW-E020系列：E023(1GB)、E025(2GB)、E026(4GB)
- NW-E040系列：E042(2GB)、E043(4GB)、E044(8GB)
- NW-HD系列：HD1、HD3、HD5
- NW-A系列：A3000、A1000、A608、A607、A605、A805、A806、A808、A916、A918、A919
- NW-S系列：S203、S205、S603、S605、S703、S705、S706、S615、S616、S618、S715、S716、S718
- NWD-E系列：E023、E025
- NWZ-E系列：E435、E436、E438、E443
- NWD-B系列：B103、B105、B152f(2GB)
- NWZ-B系列：B133、B135、B142、B143、B153、B163、B173、B180
- NWZ-A系列：A815、A816、A818、A726、A728、A729、A826、A828、A844、A845、A846、A847、A864(8G)、A865(16G)、A866(32G)、A867(64G)(日本)

A10(A15/A16/A17)、A20(A25/A25HN/A26HN/A27HN)、A30(A35/A35HN/A36HN/A37HN)、A40(A45/A45HN/A46HN)、A50(A55/A55HN/A55WI/A56HN/A57)、A100(A105/A105HN/A106HN/A107/A100TPS)
- NWZ-S系列：S615、S616、S618、S736、S738、S739、S745、S754、S755、S764、S765、S774、S775
- NWZ-X系列：X1050、X1060
- NWZ-W系列：W202、W252、w262、W273
- NWZ-Z系列：Z1070(64GB)、Z1060(32GB)、Z1050(16GB)、Z1040(8GB)、ZX1(128GB)、ZX2(128GB，可扩展存储卡)、ZX100、ZX300A(16GB)、ZX300(64GB)、ZX505(16GB)、ZX507(64GB)
- NWZ-F系列：F804(8GB)、F805(16GB)、F806(32GB)、F885(16GB)、F886(32GB)、F887(64GB)

### Sony Ericsson/Sony Walkman Phone系列

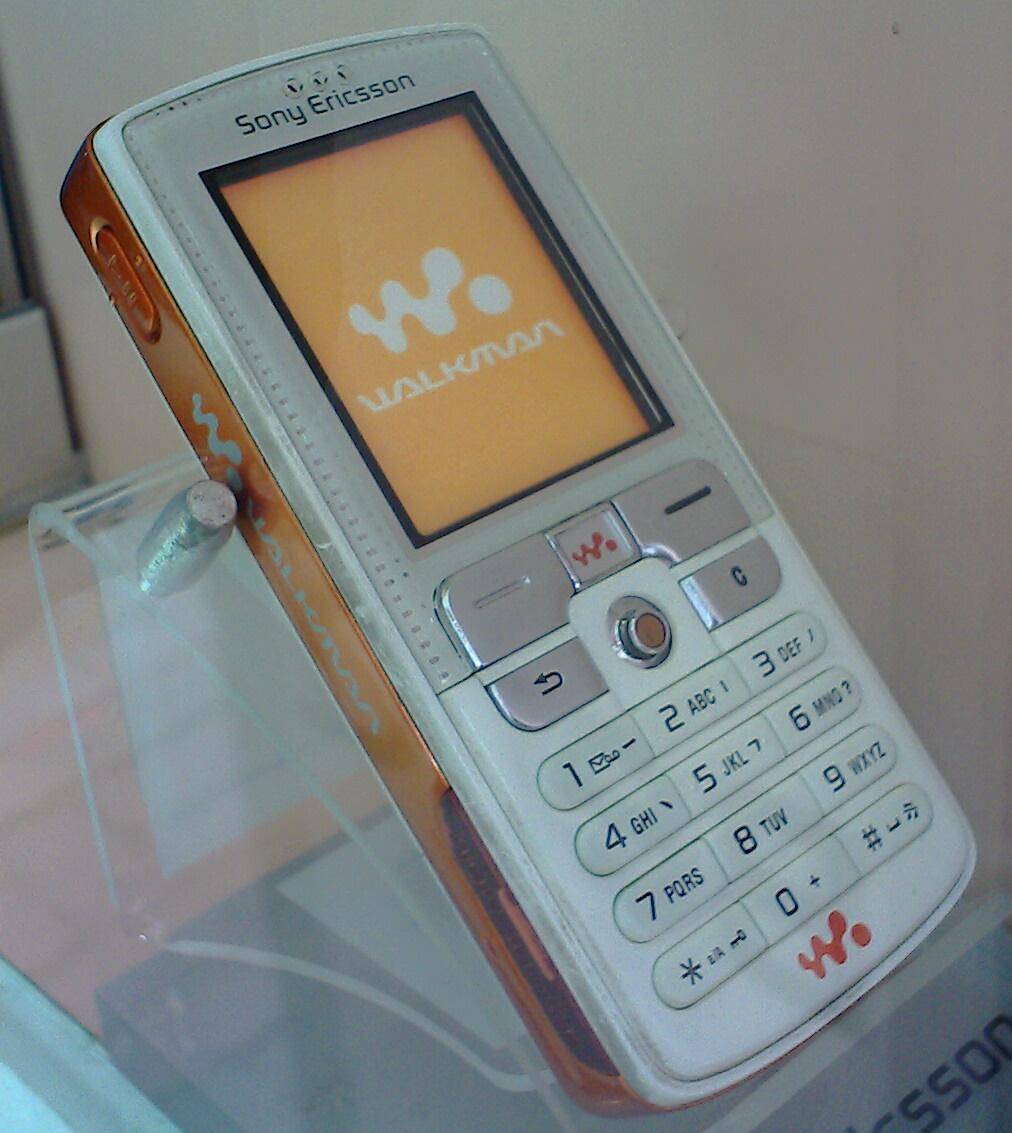
第一台以Walkman之名推出的手機——W800i

Walkman Phone並非真正的Walkman，而是Sony Ericsson/Sony手機內有含Sony豐富音樂功能，稱"Walkman"的播放器，
部分Walkman手機擁有"Walkman"實鍵(一按便進入Walkman播放器介面)，某些手機還建有立體聲雙喇叭。
- Sony Ericsson封閉式系統
  - 2005年－W800i、W900i、W550i
  - 2006年－W810i、W700i、W300i、W710i、W850i、W950i、W42S（日本）
  - 2007年－W200i、W580i、W610i、W880i、W660i、W910i、W960i、W52S（日本）
  - 2008年－W380i、W890i、W350i、W980、W760i、W595、W902、SO905i（日本）
  - 2009年－W508、W705、W395、W995、W205、Premier3（日本）、Xmini(W65S)（日本）
  - 2010年－Spiro（W100i）、Zylo（W20）、Yendo（W150i）
  - 2011年－Mix（WT13i）
- OMS系統
  - 2011年－WT18
- Android智能系統
  - 2011年－W8（E16i）、Live（WT19）
  - 2014年 - Xperia E1

### SonyXperia
部份2012年後或已升級Android 4.0的Xperia Smartphone，皆有Walkman播放器。
現已更名為 音樂

### Signature系列
NW-WM1Z、NW-WM1A